# 京阪30型電車
30型は、かつて京阪電気鉄道が京都府・滋賀県の路線網である大津線（京津線、石山坂本線）向けに所有していた電車（路面電車車両）である。

## 概要・運用
「逢坂の関」を越え京都と大津を結ぶインターアーバンとして1910年に開通した京津電気軌道は1924年に京阪電気鉄道に吸収され、京津線となった。その翌年の1925年から、京津電気軌道開業時から使用されていた1型の置き換え用として製造された、京津線初となる半鋼製車両が30型である。
車体長は10 m級で、京津電気軌道時代に導入された20型と同様のボギー車であったが、オープンデッキであった20型とは異なり車端に2枚引き戸が設置され、屋根も二重屋根から丸屋根に変更された。また台車は車輪径690 mmの住友ST-18形を採用し、併用軌道区間からも乗降が容易なよう低床化が図られた。集電装置は廃車までポールを用いた。計12両が製造されたが、そのうち「42」については1930年に「43」への改番が行われた。
製造後は京津線の普通列車として使用されたが、1949年に発生した四宮車庫の火災により5両が被害を受けた。翌1950年にナニワ車輌で復旧工事を受けたが、その際に損傷を免れた他車も含めて片運転台化が行われた他、乗降扉を1枚引き戸化と高床プラットホームへの対応工事、自動ブレーキの搭載などの改造を受け、以降は2両固定編成で使用された。また火災から復旧した一部の車両（32、34、36）については車体長が窓1つ分長く、定員数も多かった。この30型から始まった「2両編成」は、以降の大津線（京津線、石山坂本線）における編成の標準となった。
改造後は車体の上半分がマンダリンオレンジ、下半分がカーマインレッドという京阪特急色を纏い、京津線の急行列車に用いられたが、1957年以降大津線全体の近代化のため260型の導入が始まった事から、30型は順次石山坂本線へ転属し、塗装も上半分がライトグリーン、下半分がダークグリーンという一般色に変更された。だがその後も300型、350型の増備が進んだ結果、1965年から1968年にかけて全車廃車された。

## 編成（改造後）
| 京阪30型 1950年改番対応表 |      |
| 旧番                      | 新番 |
| 31                        | 31   |
| 32                        | 37   |
| 33                        | 33   |
| 34                        | 38   |
| 35                        | 35   |
| 36                        | 40   |
| 37                        | 32   |
| 38                        | 34   |
| 39                        | 39   |
| 40                        | 36   |
| 41                        | 41   |
| 43                        | 43   |

| 京阪30型（1963年度）       |          |                |
| ← 三条 石山寺浜大津 坂本 → |          |                |
| 車両番号                   | 車両番号 | 廃車日         |
| 32                         | 31       | 1967年2月5日   |
| 34                         | 33       | 1968年11月26日 |
| 36                         | 35       | 1968年11月26日 |
| 38                         | 37       | 1967年2月5日   |
| 40                         | 39       | 1965年11月27日 |
| 43                         | 41       | 1965年11月27日 |